# صوفيا غونكاروفا
صوفيا غونكاروفا هي نبالة روسية، ولدت في 7 يونيو 1981.